# Chi-Wai Lai
Chi-Wai Lai (黎志偉; * 1982) je hongkongský postižený sportovní lezec, bývalý reprezentant, mistr Asie a první čínský vítěz X Games v lezení na rychlost. Mezinárodních závodů se účastnil od roku 2000 do roku 2011. Po nehodě na motorce v prosinci 2011 skončil na invalidním vozíku, se kterým dále leze.

## Výkony a ocenění
- první čínský vítěz X Games
- 2000: vicemistr Asie
- 2002: mistr Asie
- 2003: mistr Asie
- 2005: 8. místo v celkovém hodnocení světového poháru
- 2006: vicemistr Asie

### Závodní výsledky
| Světový pohár | Světový pohár | Světový pohár | Světový pohár | Světový pohár | Světový pohár  | Světový pohár | Světový pohár | Světový pohár | Světový pohár | Světový pohár |
| Rok           | 2001          | 2002          | 2003          | 2004          | 2005           | 2006          | 2007          | 2009          | 2010          | 2011          |
| ------------- | ------------- | ------------- | ------------- | ------------- | -------------- | ------------- | ------------- | ------------- | ------------- | ------------- |
| Obtížnost     | 0             | 0             | 67-69         | —             | —              | —             | 65-67         | —             | —             | —             |
| jednotlivě    | ,31,          | ,37,          | ,22,          | —             | —              | —             | ,28,24,53,    | —             | —             | —             |
|               |               |               |               |               |                |               |               |               |               |               |
| Rychlost      | 18            | 42            | 41            | 14            | 8              | 11            | 18            | —             | 25            | 39-40         |
| jednotlivě    | ,18,          | ,17,          | ,16,          | ,6,           | ,5,11,20,7,15, | ,13,9,5,      | ,16,4,33,22,  | —             | ,17,10,       | ,18,          |
|               |               |               |               |               |                |               |               |               |               |               |
| Bouldering    | —             | —             | —             | x             | 0              | —             | 0             | 0             | —             | —             |
| jednotlivě    | —             | —             | —             | ,18,          | ,43,           | —             | ,35,          | ,36,          | —             | —             |
|               |               |               |               |               |                |               |               |               |               |               |
| Kombinace     | —             | —             |               |               | —              | —             |               | —             | —             | —             |

| Mistrovství Asie | Mistrovství Asie | Mistrovství Asie | Mistrovství Asie | Mistrovství Asie | Mistrovství Asie | Mistrovství Asie | Mistrovství Asie | Mistrovství Asie | Mistrovství Asie | Mistrovství Asie |
| Rok              | 2000             | 2002             | 2003             | 2004             | 2005             | 2006             | 2007             | 2008             | 2009             | 2010             |
| ---------------- | ---------------- | ---------------- | ---------------- | ---------------- | ---------------- | ---------------- | ---------------- | ---------------- | ---------------- | ---------------- |
| Obtížnost        | —                | 26               | 30               | —                | 9                | —                | —                | —                | —                | 25               |
| Rychlost         | 2                | 1                | 1                | 4                | 5                | 2                | 5                | 10               | 7                | 15               |
| Bouldering       | —                | —                | —                | —                | —                | 5                | 6                | 14               | 7                | 7                |